# Дубицкий, Андрей Фёдорович
Андрей Фёдорович Дубицкий (30 октября 1915, Акмолинск — 3 ноября 2005) — советский журналист, публицист, писатель и краевед. Почётный гражданин Астаны.
Псевдоним — А. Федоров.

## Биография
Родился 30 октября (по другим данным, 27 октября) 1915 года в городе Акмолинск.
В 1936 году окончил Омское художественное училище. После этого работал в школах учителем рисования и черчения. Планировал поступить в Ленинградскую академию художеств или Московский институт изобразительных искусств, однако этому помешала война.
Участвовал в Великой Отечественной войне. 27 декабря 1941 года был зачислен рядовым 2-го взвода 1-й роты 78-го отдельного саперного батальона 29-й стрелковой дивизии. Вскоре был назначен редактором еженедельной ротной стенгазеты «Сапёр».
С лета 1942 года подразделение, в состав которого входил Дубицкий, сражалось на Сталинградском направлении. В июле он был назначен военным корреспондентом дивизионной газеты «Советский богатырь», также занимался агитационной работой. Стремясь придать газете больше выразительности, регулярно изготавливал для номеров линогравюры с помощью кусков линолеума, перочинного ножа и скальпеля. Неоднократно выполнял редакционные задания с риском для жизни.
Вместе с дивизией прошёл Сталинградскую битву, бои на Курской дуге, форсировал Днепр, освобождал Украину и европейские государства.
Награждён орденом Отечественной войны II степени (11 июня 1945, 6 апреля 1985), медалями «За победу над Германией в Великой Отечественной войне 1941—1945 гг.» (9 мая 1945), «За оборону Сталинграда» (16 мая 1943), «За отвагу» (3 февраля 1943), «За взятие Будапешта».
Демобилизовался в звании гвардии капитана. Вернувшись в 1946 году в Акмолинск, работал журналистом газеты «Акмолинская правда» (позже «Целинный край», «Целиноградская правда»), в течение десяти лет был ответственным секретарём газеты, заведующим отделом.
Член КПСС.
15 сентября 1995 года постановлением Акмолинского городского маслихата — собрания депутатов удостоен звания почётного гражданина Акмолы за плодотворную работу в области краеведения, изучения и исследования истории Акмолы и степного Приишимья, активную журналистскую, публицистическую и литературную деятельность.
Умер 3 ноября 2005 года, похоронен на Городском кладбище Астаны.

### Литературная деятельность
Активно занимался литературой и краеведением. Писать начал в 1938 году. Первые рассказы, стихи и очерки Дубицкого напечатаны в акмолинской районной газете, позже печатался в областной прессе. Главными темами его художественного творчества были Великая Отечественная война и история города. Опубликовал сборники рассказов «Донин садик», «Кованый шлем», «Знойное междуречье», «Улыбка», историко-краеведческие книги «Акмола — город славный», «Где течёт Ишим», «На грозовом ветру», «Пройдёмся по улицам Целинограда». В краеведческих книгах Дубицкого много информации об улицах, домах, памятниках, газетах, первых жителях и строителях Астаны, археологических находках 1950—1980-х годов.

## Память
В Астане на доме, где в 1965—2005 годах жил Андрей Дубицкий, установлена посвящённая ему мемориальная доска.
Документы Андрея Дубицкого хранятся в фонде № 362 Государственного архива Астаны. Среди них — воспоминания о событиях революции и Гражданской войны 1917—1920 годов, документальные повести о Великой Отечественной войне, письма с фронта и фотографии военной поры.